# Charles Cousins
Charles Cousins (ur. 13 grudnia 1988 w Cambridge) – brytyjski wioślarz, medalista mistrzostw świata.

## Osiągnięcia
| Rok  | Impreza                     | Miejsce   | Konkurencja         | Lokata      |
| ---- | --------------------------- | --------- | ------------------- | ----------- |
| 2006 | Mistrzostwa świata juniorów | Amsterdam | dwójka bez sternika | 5. miejsce  |
| 2007 | Mistrzostwa świata U-23     | Glasgow   | dwójka podwójna     | 3. miejsce  |
| 2008 | Mistrzostwa Europy          | Ateny     | dwójka podwójna     | 11. miejsce |
| 2010 | Mistrzostwa Świata          | Hamilton  | czwórka podwójna    | 5. miejsce  |
| 2012 | Igrzyska olimpijskie        | Londyn    | czwórka podwójna    | 5. miejsce  |
| 2013 | Mistrzostwa świata          | Chungju   | czwórka podwójna    | 3. miejsce  |
| 2014 | Mistrzostwa Europy          | Belgrad   | czwórka podwójna    | 2. miejsce  |
| 2014 | Mistrzostwa świata          | Amsterdam | czwórka podwójna    | 2. miejsce  |